# Аэропорт Терминал 3 (станция метро, Дубай)
Аэропорт Терминал 3 (араб. لمطار- مبنى رقم 3‎) — станция метро на Красной линии Дубайского метрополитена в Дубае, обслуживающая терминал 3 Международного аэропорта Дубая.
Станция открылась как часть Красной линии 9 сентября 2009 года. Он находится недалеко от штаб-квартиры The Emirates Group. Станция также находится недалеко от нескольких автобусных маршрутов.
Станция состоит из 2 путей и 2 выходов, один для выхода со станции и один для прохода к аэропорту.